# 松尾祐依
松尾 祐依（まつお ゆい、1991年1月21日 - ）は、福岡県福岡市出身の元ハンドボール選手。

## 経歴
2013年に日本ハンドボールリーグのオムロンへ加入。背番号は「20」。
2014-15年シーズンから背番号を「8」へ変更。
2015-16年シーズンはリーグ9位の41得点を記録。
2016-17年シーズンはリーグ7位の65得点を挙げた。
2018-19年シーズン限りで現役を引退。

## 詳細情報

### 年度別成績
| 年       | チーム   | 試合 | フィールド 得点 | 率   | 7m    | 合計    | 警告 | 退場 | 失格 |
| -------- | -------- | ---- | --------------- | ---- | ----- | ------- | ---- | ---- | ---- |
| 2013-14  | オムロン | 17   | 7/9             | .778 | 1/1   | 8/10    | 0    | 0    | 0    |
| 2014-15  | オムロン | 12   | 2/6             | .333 | 0/0   | 2/6     | 0    | 1    | 0    |
| 2015-16  | オムロン | 12   | 41/79           | .519 | 0/0   | 41/79   | 4    | 6    | 0    |
| 2016-17  | オムロン | 18   | 51/118          | .432 | 14/17 | 65/135  | 6    | 2    | 0    |
| 2017-18  | オムロン | 24   | 66/124          | .532 | 5/6   | 71/130  | 9    | 7    | 0    |
| 2018-19  | オムロン | 22   | 51/106          | .481 | 1/1   | 52/107  | 7    | 10   | 1    |
| JHL：6年 | JHL：6年 | 105  | 218/442         | .493 | 21/25 | 239/467 | 26   | 26   | 1    |

- 各年度の太字はリーグ最高

### 記録

#### 日本ハンドボールリーグ
- フィールドゴール初得点：2013年8月31日、対HC名古屋戦（山鹿市総合体育館）[6]
- 7mスロー初得点：2014年1月26日、対HC名古屋戦（ブラザー体育館）[7]
- 通算200得点：2018年10月21日、対HC名古屋戦（ブラザー体育館）[8]

### 背番号
- 20 (2013年 - 2014年)
- 8 (2014年 - 2019年)

## 代表歴

### 日本代表U-22
- U-22東アジア選手権 (2013年)

### 日本代表U-20
- ジュニア世界選手権 (2010年)
- ジュニアアジア選手権 (2009年)

### 日本代表U-18
- ユース世界選手権 (2008年)